# Danh sách di sản văn hóa Tây Ban Nha được quan tâm ở hạt Garraf (tỉnh Barcelona)
Danh sách di sản văn hóa Tây Ban Nha được quan tâm ở hạt Garraf (tỉnh Barcelona).

## Di tích theo thành phố

### C

#### Canyellas(Canyelles)
| Tên               | Dạng            | Địa điểm  | Tọa độ                                        | Số hồ sơ tham khảo? | Ngày nhận danh hiệu? | Hình ảnh                             |
| ----------------- | --------------- | --------- | --------------------------------------------- | ------------------- | -------------------- | ------------------------------------ |
| Lâu đài Canyellas | Di tích Lâu đài | Canyellas | 41°17′13″B 1°43′22″Đ / 41,287083°B 1,722833°Đ | RI-51-0005235       | 08-11-1988           | Castillo de Canyellas · Upload image |

#### Cubellas(Cubelles)
| Tên              | Dạng            | Địa điểm | Tọa độ                                        | Số hồ sơ tham khảo? | Ngày nhận danh hiệu? | Hình ảnh                            |
| ---------------- | --------------- | -------- | --------------------------------------------- | ------------------- | -------------------- | ----------------------------------- |
| Lâu đài Cubellas | Di tích Lâu đài | Cubellas | 41°12′28″B 1°40′21″Đ / 41,207812°B 1,672515°Đ | RI-51-0005467       | 08-11-1988           | Castillo de Cubellas · Upload image |

### O

#### Olivella
| Tên              | Dạng            | Địa điểm | Tọa độ                                        | Số hồ sơ tham khảo? | Ngày nhận danh hiệu? | Hình ảnh     |
| ---------------- | --------------- | -------- | --------------------------------------------- | ------------------- | -------------------- | ------------ |
| Lâu đài Olivella | Di tích Lâu đài | Olivella | 41°19′13″B 1°48′50″Đ / 41,320403°B 1,813943°Đ | RI-51-0002382       | 21-02-1989           | Upload image |

### S

#### San Pedro de Ribas(Sant Pere de Ribes)
| Tên                               | Dạng            | Địa điểm           | Tọa độ                                        | Số hồ sơ tham khảo? | Ngày nhận danh hiệu? | Hình ảnh                                    |
| --------------------------------- | --------------- | ------------------ | --------------------------------------------- | ------------------- | -------------------- | ------------------------------------------- |
| Lâu đài Ribas (Lâu đài Bell-lloc) | Di tích Lâu đài | San Pedro de Ribas | 41°15′33″B 1°45′51″Đ / 41,259167°B 1,764167°Đ | RI-51-0005664       | 08-11-1988           | Castillo de Ribas · Upload image            |
| Tháp Can Bruguera                 | Di tích Tháp    | San Pedro de Ribas | 41°14′41″B 1°47′19″Đ / 41,2447°B 1,788675°Đ   | RI-51-0005667       | 08-11-1988           | Upload image                                |
| Tháp Serra                        | Di tích Tháp    | San Pedro de Ribas | 41°15′20″B 1°45′11″Đ / 41,255653°B 1,752981°Đ | RI-51-0005666       | 08-11-1988           | Torre de la Serra · Upload image            |
| Tháp Clot Frares                  | Di tích Tháp    | San Pedro de Ribas | 41°14′14″B 1°46′52″Đ / 41,237315°B 1,781118°Đ | RI-51-0005668       | 08-11-1988           | Torre del Clot de los Frares · Upload image |
| Tháp Veguer                       | Di tích Tháp    | San Pedro de Ribas | 41°15′04″B 1°44′05″Đ / 41,250977°B 1,734697°Đ | RI-51-0005665       | 08-11-1988           | Torre del Veguer · Upload image             |

#### Sitges
| Tên                                                           | Dạng                 | Địa điểm | Tọa độ                                        | Số hồ sơ tham khảo? | Ngày nhận danh hiệu? | Hình ảnh                                                                                            |
| ------------------------------------------------------------- | -------------------- | -------- | --------------------------------------------- | ------------------- | -------------------- | --------------------------------------------------------------------------------------------------- |
| Lâu đài Campdásens                                            | Di tích Lâu đài      | Sitges   | 41°14′59″B 1°52′51″Đ / 41,2498°B 1,8807°Đ     | RI-51-0005714       | 08-11-1988           | Upload image                                                                                        |
| Lâu đài Garraf                                                | Di tích Lâu đài      | Sitges   | 41°15′33″B 1°54′04″Đ / 41,259052°B 1,901111°Đ | RI-51-0005713       | 08-11-1988           | Upload image                                                                                        |
| Lâu đài Miralpeix                                             | Di tích Lâu đài      | Sitges   | 41°13′57″B 1°46′22″Đ / 41,232427°B 1,772841°Đ | RI-51-0005715       | 08-11-1988           | Upload image                                                                                        |
| Paraje pintoresco zonas Casco Antiguo và litoral Villa Sitges | Khu phức hợp lịch sử | Sitges   | 41°14′07″B 1°48′43″Đ / 41,235209°B 1,812073°Đ | RI-53-0000137       | 13-07-1972           | Paraje pintoresco de las zonas del Casco Antiguo y del litoral de la Villa de Sitges · Upload image |
| Tháp Campdásens                                               | Di tích Tháp         | Sitges   | 41°15′37″B 1°52′43″Đ / 41,2604°B 1,878589°Đ   | RI-51-0005718       | 08-11-1988           | Upload image                                                                                        |
| Tháp Can Amell                                                | Di tích Tháp         | Sitges   | 41°15′04″B 1°52′31″Đ / 41,251094°B 1,87529°Đ  | RI-51-0005717       | 08-11-1988           | Torre de Can Amell · Upload image                                                                   |
| Tháp Can Güell                                                | Di tích Tháp         | Sitges   | 41°15′20″B 1°54′21″Đ / 41,255537°B 1,905909°Đ | RI-51-0005716       | 08-11-1988           | Torre de Can Güell · Upload image                                                                   |
| Tháp Can Planes                                               | Di tích Tháp         | Sitges   | 41°16′10″B 1°52′23″Đ / 41,2695°B 1,873086°Đ   | RI-51-0005719       | 08-11-1988           | Upload image                                                                                        |
| Bảo tàng Cau Ferrat                                           | Di tích Bảo tàng     | Sitges   | 41°14′06″B 1°48′46″Đ / 41,235067°B 1,812736°Đ | RI-51-0001328       | 01-03-1962           | Museo Cau Ferrat · Upload image                                                                     |
| Bảo tàng Romántico Can Llopis                                 | Di tích Bảo tàng     | Sitges   | 41°14′13″B 1°48′28″Đ / 41,236944°B 1,807778°Đ | RI-51-0001329       | 01-03-1962           | Museo Romántico Can Llopis · Upload image                                                           |
| Zonas Villa Sitges                                            | Khu vực lịch sử      | Sitges   |                                               | RI-54-0000039       | 13-07-1972           | Zonas de la Villa de Sitges · Upload image                                                          |

### V

#### Villanueva y Geltrú(Vilanova i la Geltrú)
| Tên                         | Dạng             | Địa điểm            | Tọa độ                                        | Số hồ sơ tham khảo? | Ngày nhận danh hiệu? | Hình ảnh                              |
| --------------------------- | ---------------- | ------------------- | --------------------------------------------- | ------------------- | -------------------- | ------------------------------------- |
| Bảo tàng Balaguer           | Di tích Bảo tàng | Villanueva y Geltrú | 41°13′17″B 1°43′46″Đ / 41,221383°B 1,729494°Đ | RI-51-0001334       | 01-03-1962           | Museo Balaguer · Upload image         |
| Tháp Blava (Ribes Roges)    | Di tích Tháp     | Villanueva y Geltrú | 41°12′52″B 1°43′31″Đ / 41,214526°B 1,725228°Đ | RI-51-0005773       | 08-11-1988           | Torre Blava · Upload image            |
| Tháp Enveja (Tháp San Juan) | Di tích Tháp     | Villanueva y Geltrú | 41°13′29″B 1°42′48″Đ / 41,224735°B 1,71333°Đ  | RI-51-0005770       | 08-11-1988           | Torre de Enveja · Upload image        |
| Tháp Salicrup               | Di tích Tháp     | Villanueva y Geltrú | 41°13′29″B 1°44′32″Đ / 41,2247°B 1,742277°Đ   | RI-51-0005771       | 08-11-1988           | Torre de Salicrup · Upload image      |
| Tháp mas Esquerra           | Di tích Tháp     | Villanueva y Geltrú | 41°12′34″B 1°41′28″Đ / 41,209513°B 1,691017°Đ | RI-51-0005772       | 08-11-1988           | Torre del mas Esquerra · Upload image |